# Ricordea yuma
Ricordea yuma es una especie de coral de la familia Ricordeidae, orden Corallimorpharia, cuyos integrantes se denominan falsos corales. 

## Morfología
Básicamente es un coral sin esqueleto y tiene la misma estructura anatómica interna que los "corales duros" del orden Scleractinia.
Su cuerpo es cilíndrico y pequeño. La columna sólo se desarrolla si las condiciones de ubicación lo requieren, en orden a captar luz. Su extremo basal es un disco plano que funciona como pie, el disco pedal; y su extremo apical es el disco oral, el cual tiene la boca, o bocas (ya que puede tener más de una) en el centro. La superficie del disco oral está recubierta por pequeños tentáculos cortos y redondeados, dispuestos en un patrón radial desde el cono de la boca hacia los márgenes, siendo mayores los tentáculos situados en los bordes. El propio cono de la boca posee pequeños tentáculos, lo que supone una característica distintiva frente a la emparentada especie Ricordea florida, que no los posee.  
Los tentáculos portan cnidocitos, células urticantes provistas de neurotoxinas paralizantes en respuesta al contacto. El animal utiliza este mecanismo para evadir enemigos o permitirle ingerir presas más fácilmente hacia la cavidad gastrovascular. La capacidad urticante de sus tentáculos es menor en esta especie que en la mayoría de los corales. El disco oral y los tentáculos no se pueden retraer, tan sólo se desinflan y encogen cuando se les molesta. Temporalmente puede darse el cierre parcial del pólipo, cuando se alimenta por la boca de alguna partícula.
Esta especie alcanza los 7,5 cm de diámetro. Su cuerpo y sus tentáculos son carnosos y presentan una coloración variada, que puede ir desde el naranja o púrpura hasta el rosa, verde, azul o amarillo; y puede tener anillos de tentáculos, las puntas de los mismos o la boca, en otro color del dominante.
A diferencia de otros coralimorfarios como el género Corynactis, no poseen acrosferas ni proyecciones de los tentáculos. 

## Hábitat y distribución
Habitan el interior de arrecifes, generalmente en aguas someras. En el sustrato de superficies rocosas y en zonas de corrientes moderadas a fuertes. Se encuentra sola o en pequeños grupos.
Se distribuye en aguas tropicales del océano Indo-Pacífico. No coincidiendo con la distribución de la otra especie del género, Ricordea florida, que sólo se distribuye en el Atlántico.

## Alimentación
Como la mayoría de los corales, posee algas simbiontes, llamadas zooxantelas.  Las algas realizan la fotosíntesis produciendo oxígeno y azúcares, que son aprovechados por las anémonas, y se alimentan de los catabolitos de la anémona (especialmente fósforo y nitrógeno). No obstante, se alimentan tanto de los productos que generan estas algas, entre un 75 y un 90 %, como de las presas de zooplancton o peces, que capturan con sus tentáculos, y absorbiendo materia orgánica disuelta en el agua.

## Reproducción
Se puede reproducir asexualmente en tres modos:  partiéndose el pólipo por la mitad de su boca y generando un clon, lo que se denomina división o fisión; y, soltando partículas, desde el disco pedal u otras partes del animal, que evolucionarán a un nuevo animal, lo que se denomina reproducción por laceración y por brotes (budding, en inglés).
En la reproducción sexual, producen una larva plánula nadadora que, una vez en el fondo marino, desarrolla un disco pedal, se adhiere y crece hasta conformar una nueva Ricordea.

## Mantenimiento
Prefieren iluminación fuerte a moderada. Si tienen poca luz perderán sus pigmentos y encogerán, si la luz es excesiva, se arrugarán y emitirán filamentos mesenteriales por la boca. La corriente debe ser suave. Alimentar ocasionalmente, una vez por semana, con gusanos, artemia o mysis.
Hay que tener precaución de no ubicarla junto a otros corales, porque puede dañarlos. 
Mantener el agua libre de amonio y fosfatos, nitratos por debajo de 20 ppm, y añadir yodo y oligoelementos. Cambios de agua semanales del 5 % del volumen.